# Kameragehäuse

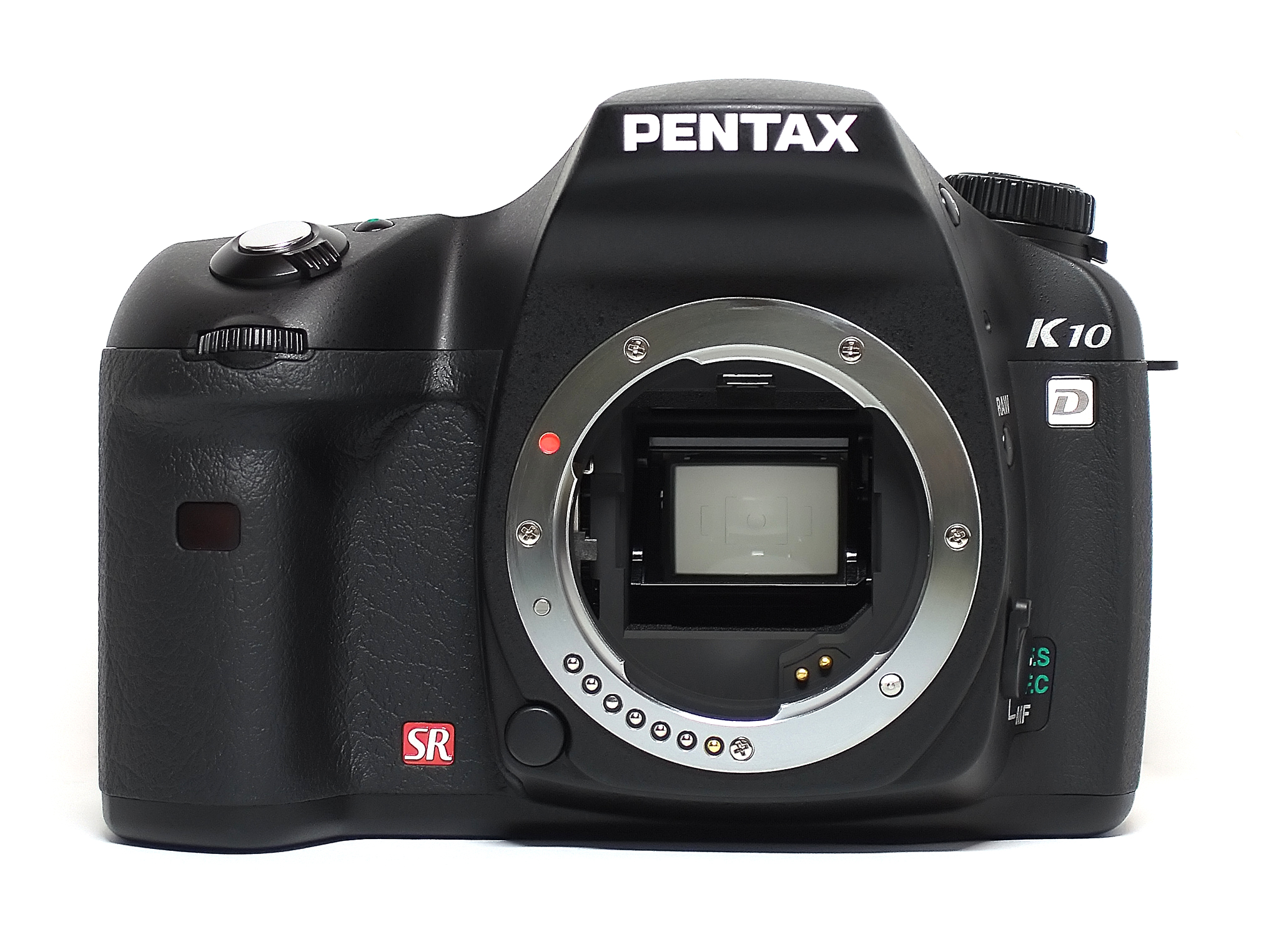
Gehäuse einer Spiegelreflexkamera mit abgenommenem Objektiv

Das Kameragehäuse, kurz Gehäuse oder als Anglizismus Body, ist in der Fotografie die zentrale Komponente einer Systemkamera.
Jede Kamera hat ein Gehäuse, meist wird der Begriff Kameragehäuse aber im Zusammenhang mit Spiegelreflexkameras, spiegellosen Kameras und Sucherkameras mit Wechselobjektiven verwendet. Das Gehäuse enthält bei Analogkameras mindestens den Transportmechanismus für den Film und den Objektivanschluss, bei digitalen Kamerasystemen mindestens den Bildsensor. Meistens sind auch der Verschluss und das Suchersystem integriert. Dann benötigt der Benutzer nur noch ein Objektiv sowie ein Medium (Film oder Speicherkarte) und Batterien, damit die Kamera einsatzbereit ist.